# Purcell-Schneefeld
Das Purcell-Schneefeld ist ein Schneefeld von 24 km Durchmesser im Zentrum der Alexander-I.-Insel westlich der Antarktischen Halbinsel. Es liegt zwischen den Colbert Mountains und der Douglas Range.
Der britische Geograph Derek Searle vom Falkland Islands Dependencies Survey kartierte es 1960 anhand von Luftaufnahmen der Ronne Antarctic Research Expedition (1947–1948). Das UK Antarctic Place-Names Committee benannte es 1961 nach dem englischen Komponisten Henry Purcell (1659–1695).